# Melis Durul
Melis Durul est une joueuse de volley-ball turque née le 21 octobre 1993. Elle mesure 1,86 m et joue au poste d'attaquante. Elle totalise 48 sélections en équipe de Turquie.

## Clubs
| Club                 | De        | À         |
| -------------------- | --------- | --------- |
| ES Voleybol İstanbul | 2004-2005 | 2009-2010 |
| Eczacıbaşı İstanbul  | 2010-2011 | 2012-2013 |
| Sarıyer Belediyesi   | 2013-2014 | 2015-2016 |
| Vakıfbank İstanbul   | 2016-2017 | 2017-2018 |
| Çanakkale Belediye   | 2018-2019 | 2018-2019 |
| Eczacıbaşı İstanbul  | 2019-2020 | …         |

## Palmarès

### Équipe nationale
- Ligue européenne
  - Vainqueur : 2014[3]
- Championnat du monde des moins de 23 ans
  - Finaliste : 2015.

### Clubs
- Championnat du monde des clubs
  - Vainqueur : 2017.
  - Finaliste : 2019.
- Ligue des champions
  - Vainqueur: 2017, 2018.
- Championnat de Turquie
  - Vainqueur : 2018.
- Coupe de Turquie
  - Vainqueur: 2018.
  - Finaliste : 2013, 2017.
- Supercoupe de Turquie
  - Vainqueur: 2012, 2017, 2019, 2020.